# Botans

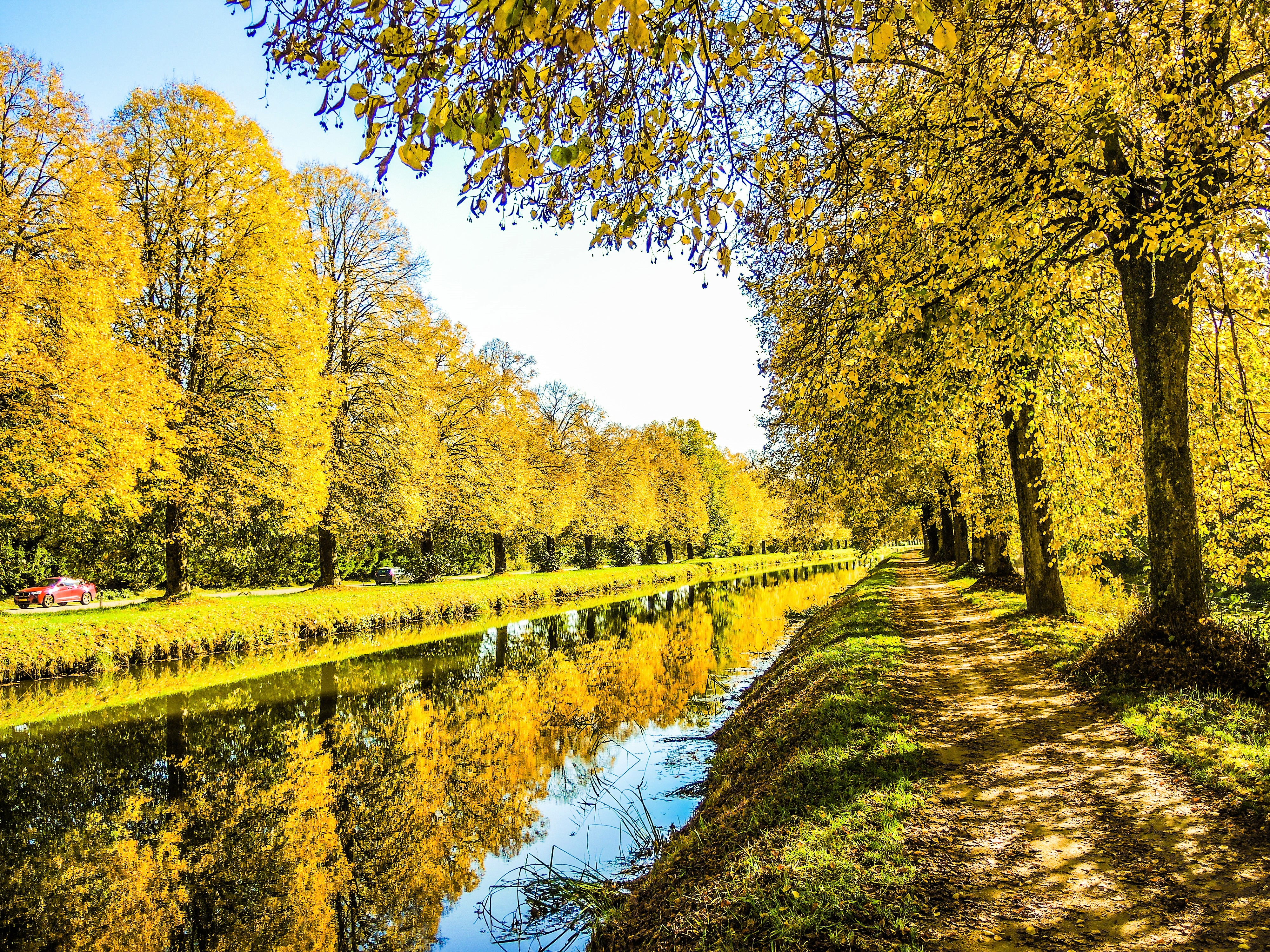
Canal de la Haute-Saône et piste cyclable nommée coulée verte.

Botans est une commune française située dans le département du Territoire de Belfort, la région culturelle et historique de Franche-Comté et la région administrative Bourgogne-Franche-Comté.
La commune dépend du canton de Châtenois-les-Forges.

## Géographie

### Climat
Pour des articles plus généraux, voir Climat de la Bourgogne-Franche-Comté et Climat du Territoire de Belfort.
En 2010, le climat de la commune est de type climat de montagne, selon une étude du Centre national de la recherche scientifique s'appuyant sur une série de données couvrant la période 1971-2000. En 2020, Météo-France publie une typologie des climats de la France métropolitaine dans laquelle la commune est exposée à un climat semi-continental et est dans la région climatique Vosges, caractérisée par une pluviométrie très élevée (1 500 à 2 000 mm/an) en toutes saisons et un hiver rude (moins de 1 °C).
Pour la période 1971-2000, la température annuelle moyenne est de 9,7 °C, avec une amplitude thermique annuelle de 17,4 °C. Le cumul annuel moyen de précipitations est de 1 214 mm, avec 13 jours de précipitations en janvier et 10,5 jours en juillet. Pour la période 1991-2020, la température moyenne annuelle observée sur la station météorologique de Météo-France la plus proche, « Dorans », sur la commune de Dorans à 1 km à vol d'oiseau, est de 10,9 °C et le cumul annuel moyen de précipitations est de 974,0 mm. 
La température maximale relevée sur cette station est de 38,1 °C, atteinte le 24 juillet 2019 ; la température minimale est de −16 °C, atteinte le 20 décembre 2009,,.
Les paramètres climatiques de la commune ont été estimés pour le milieu du siècle (2041-2070) selon différents scénarios d'émission de gaz à effet de serre à partir des nouvelles projections climatiques de référence DRIAS-2020. Ils sont consultables sur un site dédié publié par Météo-France en novembre 2022.

## Urbanisme

### Typologie
Au 1er janvier 2024, Botans est catégorisée commune rurale à habitat dispersé, selon la nouvelle grille communale de densité à sept niveaux définie par l'Insee en 2022.
Elle est située hors unité urbaine. Par ailleurs la commune fait partie de l'aire d'attraction de Belfort, dont elle est une commune de la couronne,. Cette aire, qui regroupe 91 communes, est catégorisée dans les aires de 50 000 à moins de 200 000 habitants,.

### Occupation des sols
L'occupation des sols de la commune, telle qu'elle ressort de la base de données européenne d’occupation biophysique des sols Corine Land Cover (CLC), est marquée par l'importance des territoires agricoles (56,6 % en 2018), en diminution par rapport à 1990 (67,4 %). La répartition détaillée en 2018 est la suivante : zones agricoles hétérogènes (54,2 %), forêts (17 %), mines, décharges et chantiers (9,9 %), eaux continentales (9,1 %), zones industrielles ou commerciales et réseaux de communication (6,4 %), terres arables (2,2 %), zones urbanisées (1 %), prairies (0,2 %). L'évolution de l'occupation des sols de la commune et de ses infrastructures peut être observée sur les différentes représentations cartographiques du territoire : la carte de Cassini (XVIIIe siècle), la carte d'état-major (1820-1866) et les cartes ou photos aériennes de l'IGN pour la période actuelle (1950 à aujourd'hui).

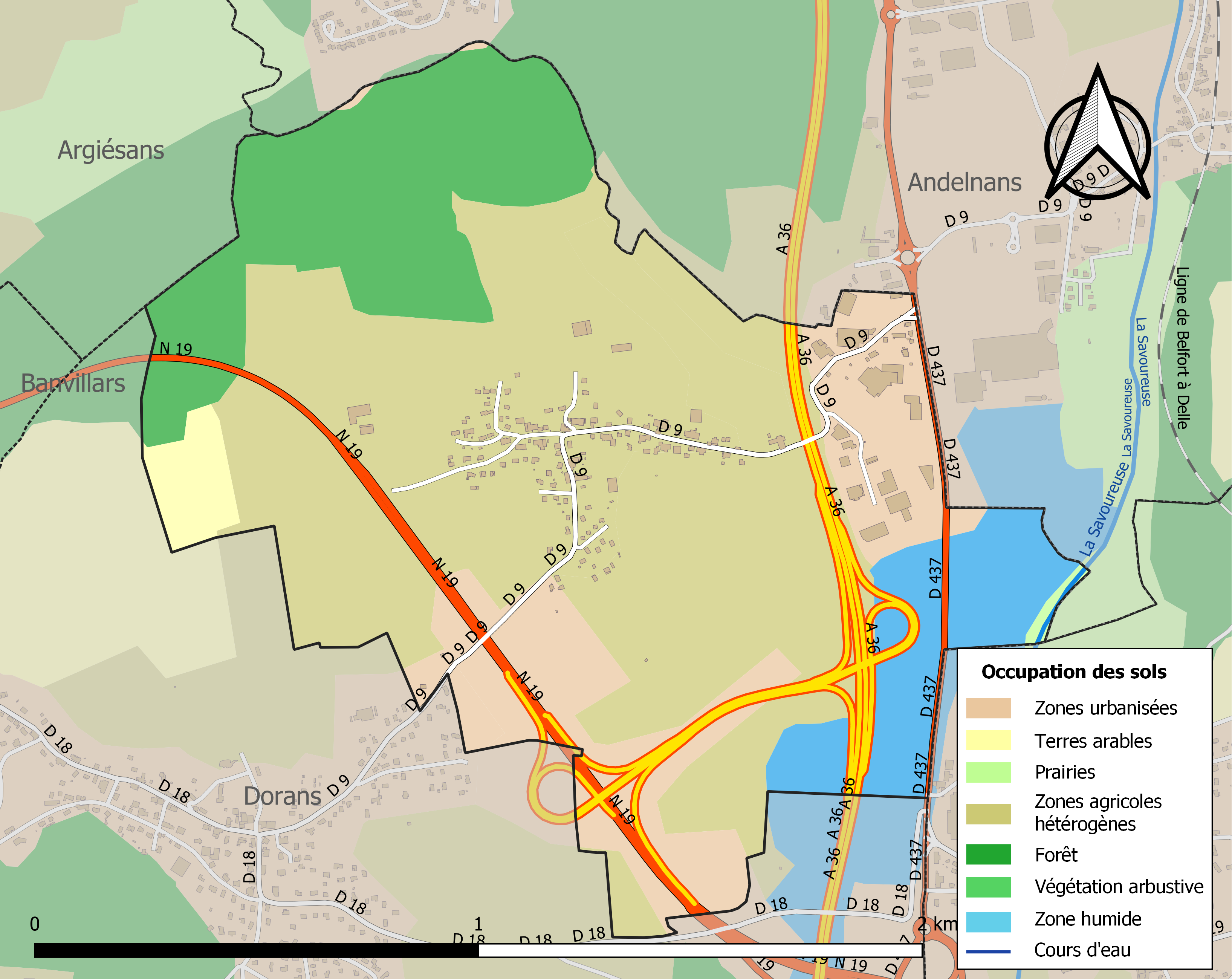
Carte des infrastructures et de l'occupation des sols de la commune en 2018 (CLC).

## Toponymie
Le nom du village est cité pour la première fois au début du XIVe siècle.
- Bostans (1427), Bostant (1591), Botans (1671).

## Histoire
Botans fait partie de la paroisse de Bermont.

## Politique et administration

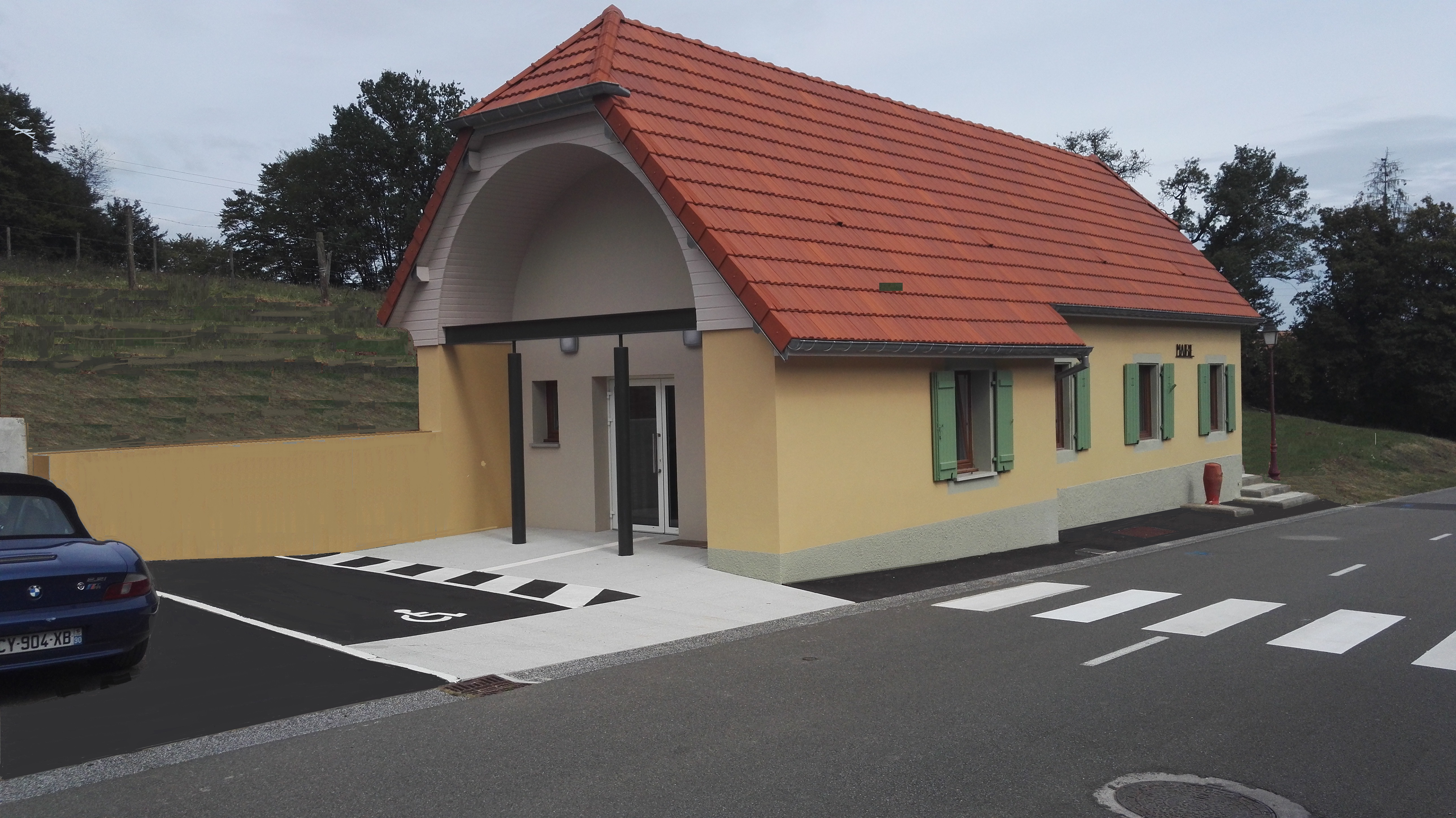
La mairie.

| Période                                  | Période  | Identité                   | Étiquette | Qualité              |
| ---------------------------------------- | -------- | -------------------------- | --------- | -------------------- |
| Les données manquantes sont à compléter. |          |                            |           |                      |
|                                          |          | Martin Courtot (1580-1646) |           |                      |
| 1742                                     | 1746     | Jean-Jacques Courtot       |           |                      |
| 1787                                     | 1793     | Jean-Thiebault Courtot     |           |                      |
| 1793                                     | 1795     | Nicolas-Joseph Courtot     |           |                      |
| 1795                                     | 1798     | Jean-Pierre Courtot        |           |                      |
| 1798                                     | 1813     | Nicolas-Joseph Courtot     |           |                      |
| 1813                                     | 1831     | Jean-Pierre Courtot        |           |                      |
| 1831                                     | 1833     | Jean-Baptiste Courtot      |           | décédé le 25/04/1833 |
| 1833                                     | 1848     | Jean-Pierre Duchanois      |           |                      |
| 1848                                     | 1959     | Georges Millet             |           |                      |
| 1859                                     | 1865     | Thiebault Belot            |           |                      |
| 1865                                     | 1869     | Célestin Courtot           |           |                      |
| 1872                                     | 1874     | Jean-Baptiste Courtot      |           |                      |
| 1874                                     | 1876     | Célestin Courtot           |           |                      |
| 1876                                     | 1884     | Jean-Baptiste Courtot      |           |                      |
| 1884                                     | 1890     | Théophile Courtot          |           |                      |
| 1890                                     | 1897     | Jean-Baptiste Courtot      |           |                      |
| 1897                                     | 1900     | Émile Courtot              |           |                      |
| 1900                                     | 1904     | Alfred Mouhay              |           |                      |
| 1904                                     | 1908     | Edmond Courtot             |           |                      |
| 1912                                     | 1915     | Jules Courtot              |           |                      |
| 1915                                     | 1918     | Joseph-Marie Goffinet      |           |                      |
| 1918                                     | 1919     | Jules Courtot              |           |                      |
| 1919                                     | 1945     | Octave Courtot             |           |                      |
| 1945                                     | 1965     | Marcel Communier           |           |                      |
| 1965                                     | 1983     | Henri Billod               |           |                      |
| 1983                                     | 1989     | Charles Richert            |           |                      |
| 1989                                     | 1991     | Bernard Vienney            |           |                      |
| 1991                                     | 2014     | Jean-Pierre Demarche       |           |                      |
| 2014                                     | En cours | Marie-Laure Friez          |           |                      |

## Population et société

### Démographie
L'évolution du nombre d'habitants est connue à travers les recensements de la population effectués dans la commune depuis 1793. Pour les communes de moins de 10 000 habitants, une enquête de recensement portant sur toute la population est réalisée tous les cinq ans, les populations de référence des années intermédiaires étant quant à elles estimées par interpolation ou extrapolation. Pour la commune, le premier recensement exhaustif entrant dans le cadre du nouveau dispositif a été réalisé en 2006.

En 2022, la commune comptait 248 habitants, en évolution de −1,59 % par rapport à 2016 (Territoire de Belfort : −2,78 %, France hors Mayotte : +2,11 %).
| 1793 | 1800 | 1806 | 1821 | 1831 | 1836 | 1841 | 1846 | 1851 |
| ---- | ---- | ---- | ---- | ---- | ---- | ---- | ---- | ---- |
| 124  | 133  | 138  | 162  | 188  | 195  | 197  | 182  | 185  |

| 1856 | 1861 | 1866 | 1872 | 1876 | 1881 | 1886 | 1891 | 1896 |
| ---- | ---- | ---- | ---- | ---- | ---- | ---- | ---- | ---- |
| 150  | 150  | 143  | 119  | 125  | 124  | 124  | 113  | 120  |

| 1901 | 1906 | 1911 | 1921 | 1926 | 1931 | 1936 | 1946 | 1954 |
| ---- | ---- | ---- | ---- | ---- | ---- | ---- | ---- | ---- |
| 134  | 101  | 161  | 133  | 141  | 148  | 159  | 109  | 164  |

| 1962 | 1968 | 1975 | 1982 | 1990 | 1999 | 2006 | 2011 | 2016 |
| ---- | ---- | ---- | ---- | ---- | ---- | ---- | ---- | ---- |
| 158  | 150  | 200  | 194  | 226  | 272  | 275  | 289  | 252  |

| 2021 | 2022 | - | - | - | - | - | - | - |
| ---- | ---- | - | - | - | - | - | - | - |
| 243  | 248  | - | - | - | - | - | - | - |

## Économie
Botans est une commune rurale mais n'est plus essentiellement agricole.
Elle comporte une Zone d’Activité qui dépend du Grand Belfort.

## Culture locale et patrimoine

### Lieux et monuments

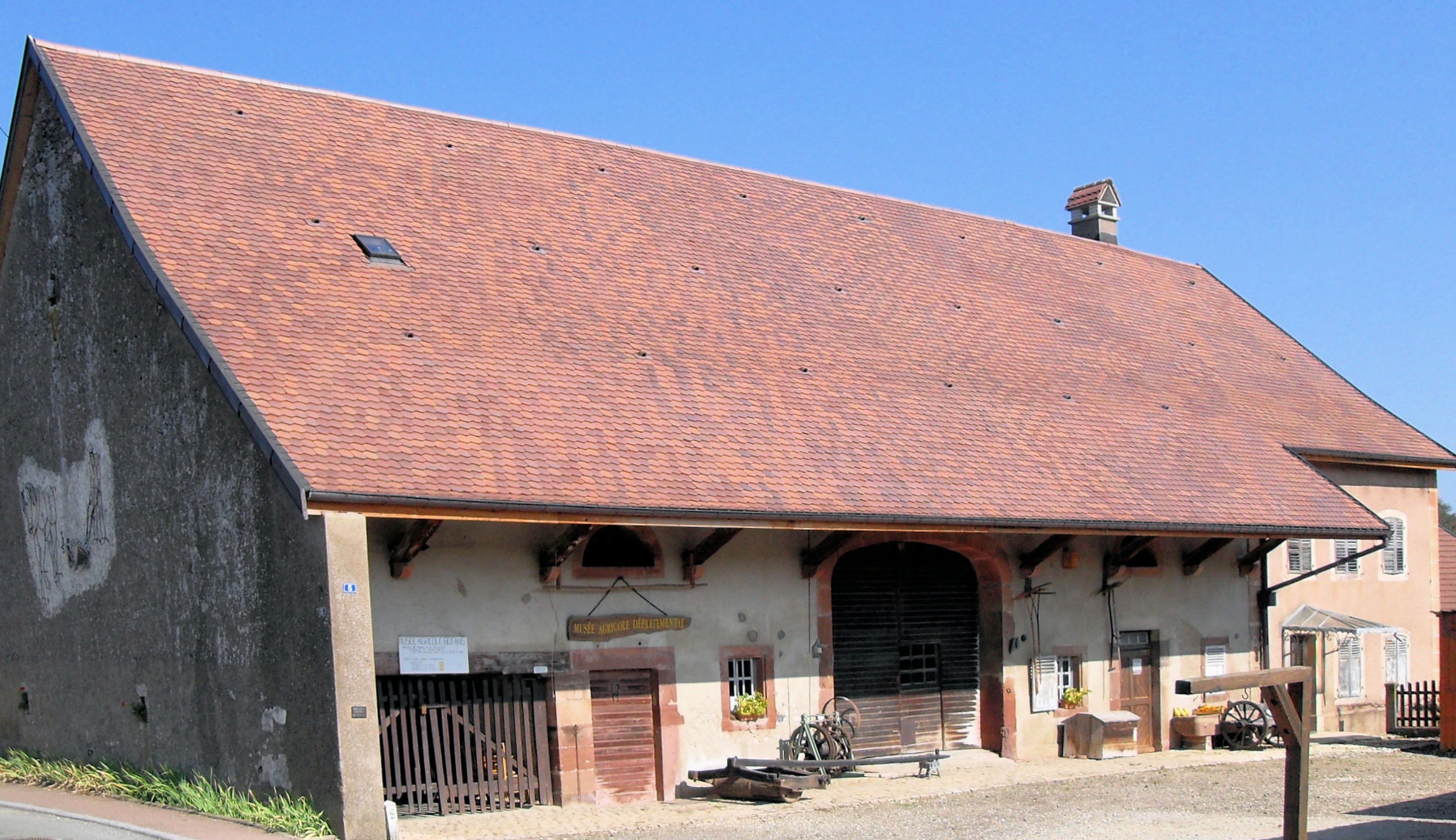
Le Musée Agricole.

Le musée agricole de Botans conserve et expose dans une ferme ancienne, à la fois des outils, machines agricoles, un verger et un jardin conservatoire. L'association qui le gère organise des journées de fête et des animations.
Début 2017, la commune est « réputée sans clochers ».

## Pour approfondir